# Panthera leo abyssinica
Panthera leo abyssinica es una rara subespecie de león endémica de Etiopía, en el centro-este de África. Es el depredador máximo de las llanuras donde habita. Este león, famoso por su crin negra, es uno de los símbolos etíopes, figurando en su heráldica, monumentos y en la moneda nacional. Se encuentra en peligro de extinción, siendo la única población remanente la que se encuentra en cautividad en el zoológico de Adís Abeba, si bien se tiene la esperanza que algunos grupos aún sobrevivan en la naturaleza, confundidos con otras subespecies. También es conocido como león de crin negra, león etíope, león de Adís Abeba o león abisinio.

## Características
Existen dos subespecies de leones en Etiopía: la gran mayoría pertenecen a la subespecie del león del Masái (Panthera leo nubica = Panthera leo massaicus), la cual también vive en Kenia, Tanzania y Mozambique. La otra subespecie es el león abisinio (Panthera leo abyssinica), un taxón endémico de Etiopía.
El león abisinio posee un físico compacto, siendo más pequeño que los leones que habitan en el Serengeti en Tanzania (en el este de África) y que los leones del desierto de Kalahari, en el sudoeste de África (peso del macho en promedio es de 160 kg, aunque puede alcanzar los 170 a 240 kg). El macho tiene un notable y tupido crin muy oscura o negra que le cubre la cabeza, el cuello, el pecho y el vientre, la cual contrasta con la cara y el resto del cuerpo de color amarillo, lo que explica por qué a veces se la llama el león negro.

## El león abisinio en representaciones culturales

Bandera de Etiopía con el león de Judá.

Esta subespecie se relaciona con el león de Judá, un símbolo nacional para Etiopía, además de oficialmente representar a la monarquía etíope. Su figura decora profusamente edificios, monumentos, escudos, estampillas postales, la bandera imperial, la moneda nacional, etc.
También el león etíope es uno de los símbolos del movimiento rastafari.

## Taxonomía, distribución y conservación

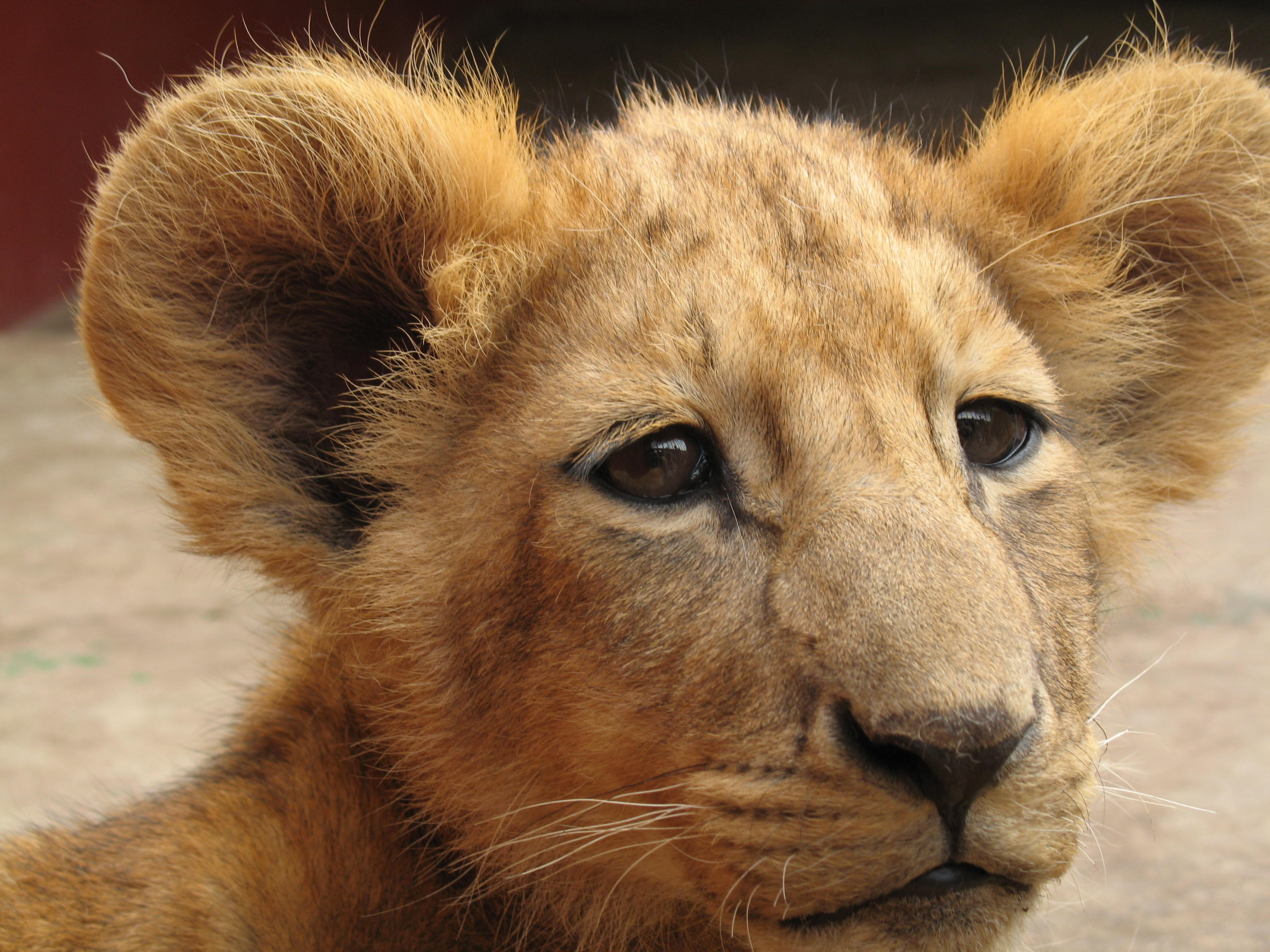
Un cachorro de león abisinio, en el zoológico de leones de Adís Abeba.

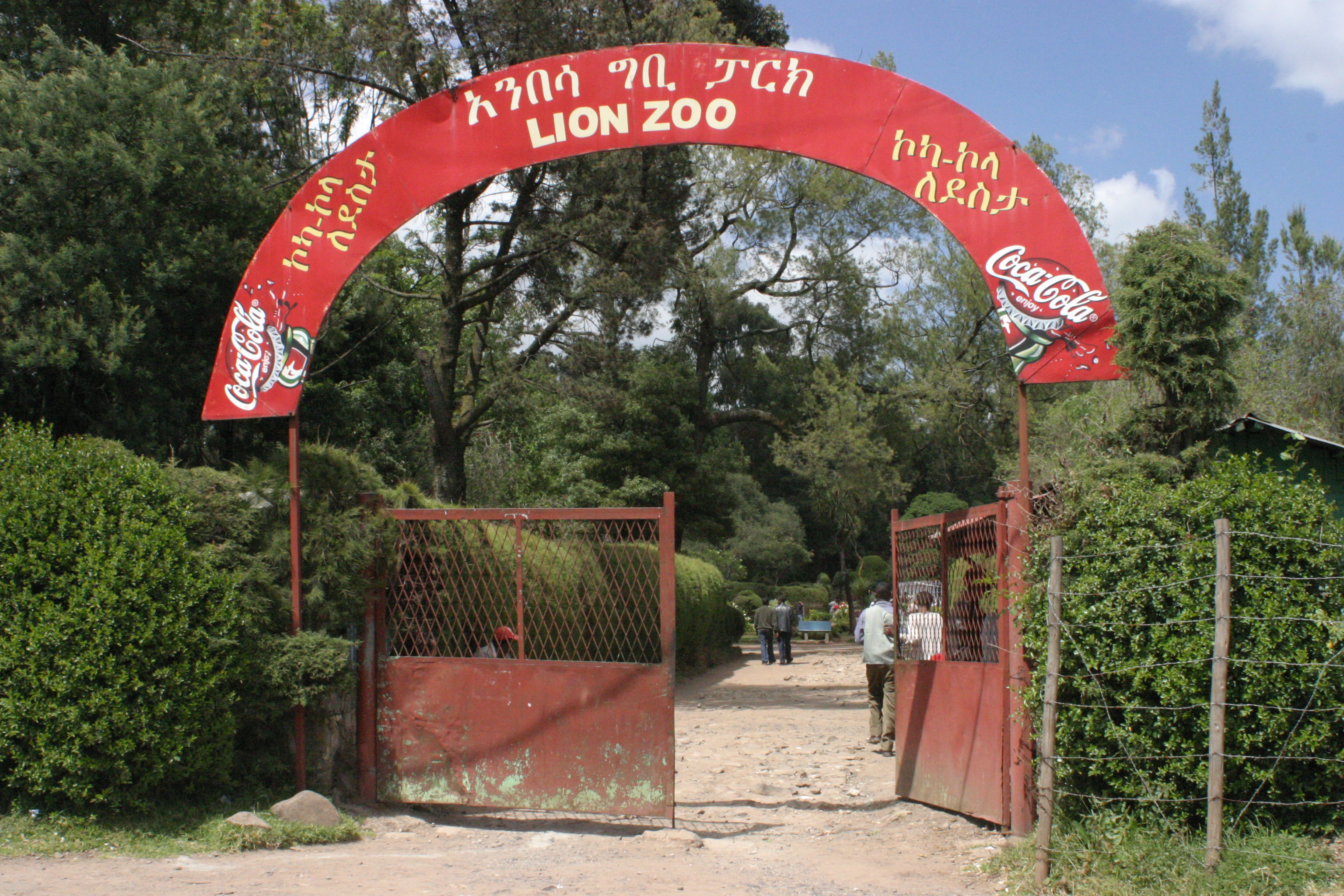
La entrada del parque zoológico de Adís Abeba que conserva la población relictual del león abisinio.

Un grupo de científicos, comandados por el profesor Michi Hofreiter, del departamento de Biología de la Universidad de York, y Susann Bruche (del Imperial College de Londres), determinó la variación microsatelital sobre 10 loci en el ADN mitocondrial de 8 machos y 7 hembras pertenecientes a la población de 20 leones del zoológico de leones de Adís Abeba, capital de Etiopía, y lo comparó con el de 6 poblaciones de leones salvajes de todo el continente y de Asia. El resultado, publicado en la revista European Journal of Wildlife Research, confirmó que estos leones constituyen una subespecie válida, al ser no solo fenotípicamente sino también genéticamente distintos a todas las subespecies de leones, según confirmó M. Hofreiter. Además, se comparó la secuencia del gen de citocromo b mitocondrial (CytB) de dicha población con las secuencias de leones salvajes de diferentes orígenes, lo que también apoyó la noción de su singularidad genética.
El equipo de investigadores fue dirigido por la Universidad de York del Reino Unido, y por el Instituto Max Planck de Antropología Evolutiva, aunque también han participado investigadores del  Leipzig Zoo y las Universidades de Durham y Oxford.
Este parque zoológico se originó en el año 1948 como casa de fieras privada durante el reinado de su dueño, el emperador Haile Selassie (último descendiente de Salomón en ocupar su trono como emperador de Etiopía), con la intención de criar a estos animales para su exhibición como símbolos de su gobierno, que terminó en 1974, cuando fue derrocado por una junta militar marxista - leninista. La población original de leones de este zoo fueron 5 machos y 2 hembras, los cuales podrían haber sido capturados en el sudoeste de Etiopía, aunque el exacto origen geográfico sigue siendo controvertido.
La población de este zoo constituye el último remanente conocido de esta subespecie. Sin embargo, por falta de medios y espacio, este zoo se ha visto obligado a vender ejemplares a taxidermistas, al no poder hacer frente a los 4000 dólares al mes que demanda alimentarlos, según narró en 2006 su administrador, Muhedin Abdulaziz. 

«Nuestra capacidad máxima es de ocho pares de leones. Tenemos dos recintos para 8 cachorros, pero cuando crecen tenemos que enviarlos al taxidermista, no tenemos otra alternativa».

El superávit de esta población no puede ser reintroducido en su hábitat natural, y el gobierno se niega a permitir que sean exportados en razón de ser un patrimonio nacional.
Antes el sacrificio de los cachorros se llevaba a cabo por un veterinario, el cual empleaba veneno para darles muerte. Los cuerpos se vendían a taxidermistas por un valor de unos 175 dólares cada uno, luego estos los transformaban en leoncitos de peluche, para ser vendidos al por menor en unos 400 dólares.
Poblaciones silvestres
Se cree que las poblaciones silvestres pudieron haber sido afectadas por los conflictos humanos-vida salvaje, algo que es muy difícil de controlar en este país superpoblado (con 84 321 000 habitantes). Una de las áreas protegidas que mantendría una población de este león es la reserva privada de vida silvestre del valle Awash. Según las autoridades etíopes, leones con apariencia similar a los del zoológico todavía habitan en el este y el nordeste etíope, especialmente en el Santuario de Elefantes Babille, cerca de Harar, y hacia el sur de Hararghe; para los investigadores a estas regiones se les debería dar prioridad en los estudios de campo, para intentar confirmar si aún sobreviven los parientes silvestres de la población del zoo. Si este sería el caso, la totalidad de la población mundial de esta subespecie sería de unos pocos cientos de ejemplares. 
Los investigadores reclaman que el león abisinio sea tratado como una unidad de gestión de conservación independiente, e impulsan acciones inmediatas para su conservación, como un urgente programa de cría en cautividad basado en el pool genético conservado en el zoo, el cual podría asegurar que la pequeña población no se extinga.
La doctora Bruche señaló: 

«Una gran cantidad de diversidad genética de estos leones probablemente ya se ha perdido, en gran parte debido a la acción humana. Se debe hacer todo lo posible para preservar la mayor cantidad de la herencia genética de los leones como sea posible».

Las otras dos subespecies de leones que compartían con el león de Abisinia el crin marrón oscuro —el león del Atlas o de Berbería (Panthera leo leo) en África del Norte y el león del Cabo (Panthera leo melanochaitus) en África del Sur— ya se han extinguido en la naturaleza.